# Duluth (Minnesota)
Duluth is een stad in Minnesota, Verenigde Staten, gelegen aan de uiterste westpunt van het Bovenmeer, een van de Grote Meren. De stad heeft 86.918 inwoners (2000) en is gebouwd tegen rotsachtige, bijna bergachtige, heuvels.

## Geschiedenis
Oorspronkelijk werd Duluth bewoond door indianen van de stammen Sioux (Dakota) en Chippewa (Ojibwa). In 1679 werd het door de Fransman Daniel Greysolon, Sieur du Lhut geclaimd, aan wie de stad zijn naam dankt. Duluth werd groot door de ertsindustrie. Vanuit de mijnstreek Mesabi Range wordt erts per trein aangevoerd naar de haven van Duluth, vanwaar transport volgt via het Bovenmeer. Ooit was Duluth de stad met de meeste miljonairs in de wereld. De families van een groot deel van de huidige bewoners zijn van Scandinavische afkomst.
Duluth is ook bekend van de lynchpartij op 15 juni 1920, hierbij vonden drie zwarte mannen de dood. Zij waren opgepakt omdat zij een blanke vrouw zouden hebben aangevallen. Een woedende menigte van zo'n vijfduizend mensen overvielen het bureau van politie, haalden de drie mannen naar buiten en hingen hen op.
Verder is Duluth tegenwoordig vooral bekend als geboorteplaats van singer-songwriter Bob Dylan.
Het eerste seizoen van de serie Fargo uit 2014 speelt zich deels af in Duluth.

## Onderwijs
- University of Minnesota Duluth
- College of St. Scholastica
- Lake Superior College
- Duluth Business University

## Toerisme
Meer dan 3,5 miljoen toeristen bezoeken Duluth ieder jaar. De stad heeft een maximale capaciteit van 4200 hotelbedden en 50 restaurants. Enkele van de toeristische attracties:
- Historisch landgoed Glensheen
- Great Lakes Aquarium
- Lake Superior & Mississippi Railroad
- Het Bovenmeer
- Spoorwegmuseum
- Lake Superior Zoo

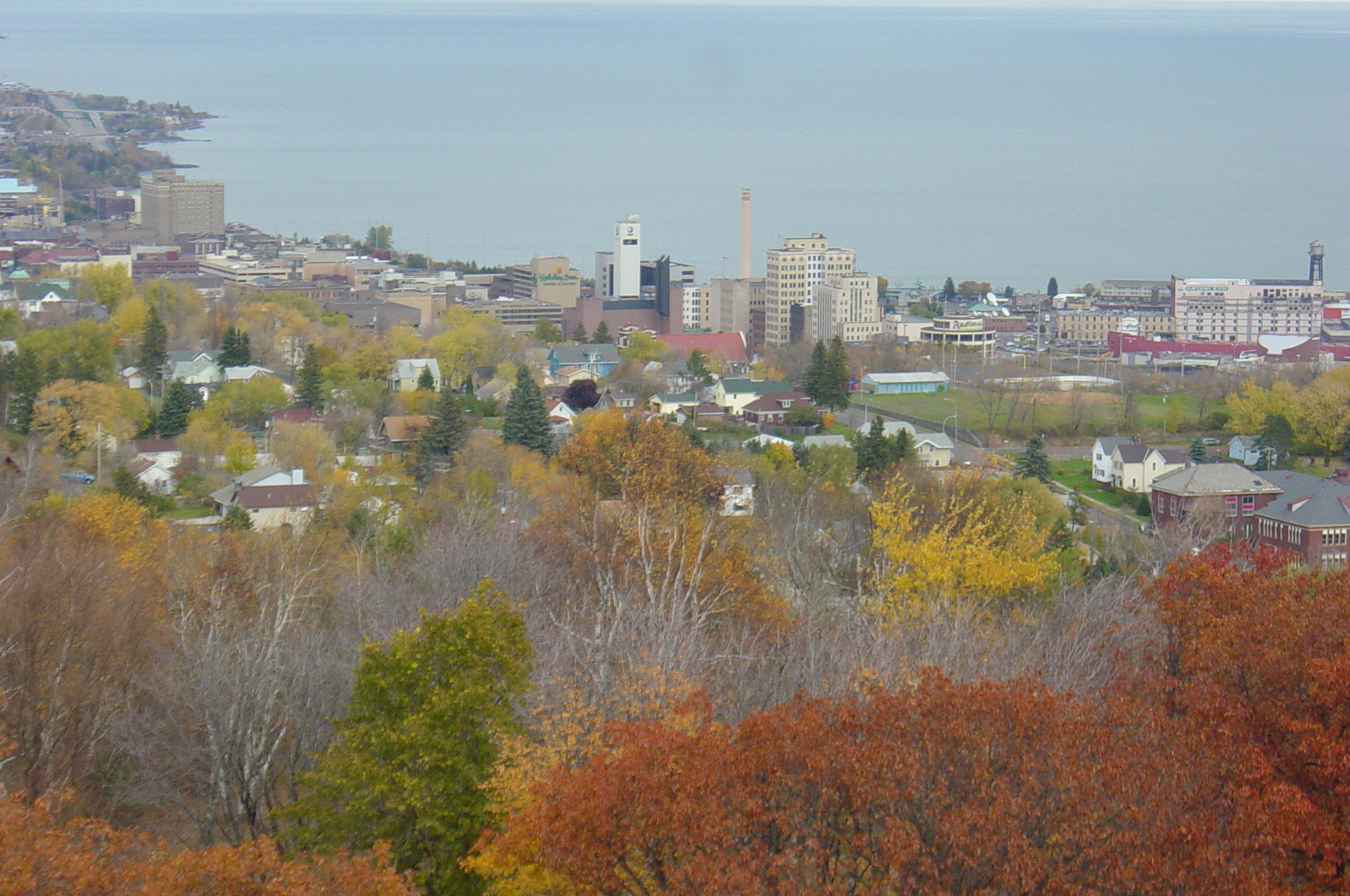
Zicht op Duluth

- S.S. William A. Irvin Ore Boat Museum
- Duluth Lakewalk
- Duluth Huskies Baseball
- Omnimax Theatre

## Partnersteden
- Petrozavodsk (Rusland)

## Bekende inwoners van Duluth

### Geboren
- Marguerite De La Motte (1902-1950), actrice
- Jane Frazee (1918-1985), actrice, zangeres en danseres
- Don LaFontaine (1940), stemacteur
- Bob Dylan (Robert Zimmerman, 1941), singer-songwriter, kunstenaar en Nobelprijswinnaar (2016)
- Laurence Skog (1943), botanicus
- Bill Berry (1958), drummer
- Jamie Langenbrunner (1975), ijshockeyer
- Hank Harris (1979), acteur
- Maddie Rooney (1997), ijshockeyster

### Woonachtig (geweest)
Bekende inwoners van Duluth zijn:
- Bill Berry (musicus, ex-lid van de band R.E.M.)
- Bob Dylan (musicus)
- Lorenzo Music (gaf stripfiguur Garfield zijn stem)

## Plaatsen in de nabije omgeving
De onderstaande figuur toont nabijgelegen plaatsen in een straal van 16 km rond Duluth.